# Alexis Jandard
Alexis Jandard, född 23 april 1997 i Écully, är en fransk simhoppare.

## Karriär
Jandard tävlade för Frankrike vid olympiska sommarspelen 2020 i Tokyo, där han slutade på 16:e plats i hopp från tremeterssvikten.
Vid EM 2024 i Belgrad tog Jandard guld tillsammans med Jules Bouyer i parhopp från tremeterssvikten.